# 温蒂勒·布勒蒂亚努

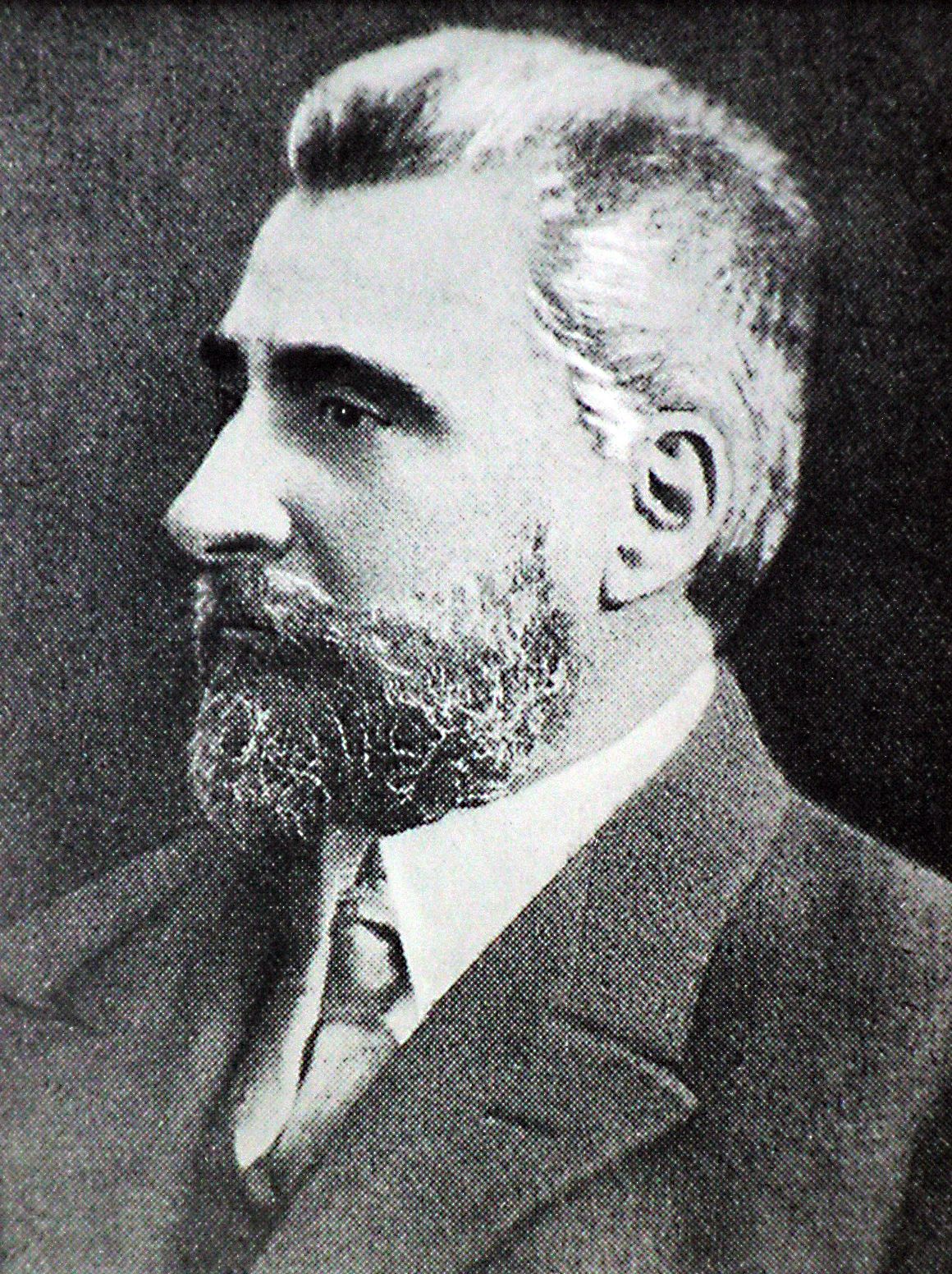
温蒂勒·布勒蒂亚努

温蒂勒·布勒蒂亚努（羅馬尼亞語：Vintilă Brătianu） (1867年—1930年12月23日) 罗马尼亚政治家，1927年11月24日-1928年11月2日担任罗马尼亚首相。
温蒂勒出生与阿尔杰什县斯特凡内什蒂（Ştefăneşti），曾在法国学习，回国后进入罗马尼亚政坛。他是扬·康斯坦丁·布勒蒂亚努之子，和他的兄弟扬和迪努都是罗马尼亚国民自由党的领导人，曾任他的哥哥扬·布勒蒂亚努自由党内阁的经济事务顾问，在第一次世界大战期间，他担任过弹药部长。战后从1922年开始他在内阁担任了六年财政部长。
1927年他的哥哥扬·布勒蒂亚努在首相任上因病去世，温蒂勒接任首相，1928年被迫辞职，全国农民党（PNŢ）政府的尤柳·马纽上台。